# Ultima VIII: Pagan
Ultima VIII: Pagan — фэнтезийная ролевая компьютерная игра, восьмая часть в серии игр Ultima. Была разработана и издана компанией Origin Systems в 1994 году. Не получила такого широкого признания, как предыдущая часть сериала — Ultima VII. По утверждению разработчиков, в частности ведущего дизайнера игры и автора всей серии Ричарда Гэрриота, это явилось следствием давления, которое оказывалось на команду разработчиков материнской компанией Electronic Arts с целью ускорить разработку игры.

## Серия
Ultima VIII — продолжение трилогии «Эпоха Армагеддона», или «Саги о Страже», начавшейся игрой Ultima VII: The Black Gate. После победы игрока над главой секты Бэтлином (англ. Batlin) в предыдущей игре — «Ultima VII Part 2: The Silver Seed» — Гардиан (англ. Guardian, в переводе — Страж) изгоняет Аватара в другой, уже завоеванный им мир − Пэган (англ. Pagan, в переводе — Язычник). Этот мир сильно отличается от Британнии (англ. Britannia): здесь отсутствует система добродетелей, являвшаяся основой игрового мира Ultima начиная с Ultima IV: Quest of the Avatar, изменились магическая система и монстры.
В целом игровой мир стал более мрачным и жестоким по сравнению со всеми предыдущими играми серии (например, в самом начале появляется девушка-палач). Игровой процесс сделал шаг назад от предыдущей игры серии, отступив от концепции групповых путешествий; теперь игрок управляет только самим Аватаром, не имея возможности набрать группу. Система боя также значительно изменилась: сражения представляют из себя «закликивание» врагов в стиле hack and slash, напоминая вышедшую позднее Diablo. Довольно рано в игре появляется возможность выучить заклинание «Неуязвимость» (англ. Invulnerability), что резко нарушает баланс в пользу игрока.

## Сюжет
В мире Паган царят вечные сумерки — результат древней битвы между «Титанами Элементов» (англ. Elemental Titans) и злобным «Уничтожителем» (англ. Destroyer), победу в которой одержали Титаны. Однако для простых людей жизнь от этого не улучшилась. Титаны теперь почитаются как боги, и их верные последователи получают в награду силу элементов, но в остальном это жестокие боги (кроме доброй богини воздуха Стратос, которую Аватар тем не менее должен уничтожить), а их последователи притесняют мирное население.
Ultima VIII начинается там, где закончилась Ultima VII: Гардиан схватил Аватара в Бездне между мирами и бросает его в одно из морей мира Паган через портал-пентаграмму. Здесь же он произносит речь, раскрывающую его замыслы:

Ты слишком долго был бельмом у меня на глазу, Аватар. Я сокрушу оба твоих мира. Сначала Британнию, затем Землю. Я проведу тебя перед их порабощёнными народами как павший символ жалкого идеала. Я изгоняю тебя в мир Паган. Здесь никто не знает об Аватаре!
Оригинальный текст (англ.)You have been a thorn in my side for far too long, Avatar. Your two worlds will be crushed. Britannia first, then Earth. I shall parade you before their conquered peoples as the fallen idol of a pathetic ideal. I banish you to the world of Pagan. No one here knows of the Avatar!
— Заставка игры
Непосредственно игра начинается с того, что Аватар приходит в себя на берегу, где узнаёт, что его спас местный рыбак.